# Ratusz w Pełczycach
Ratusz w Pełczycach – obecna siedziba urzędu Miasta i Gminy, znajdująca się w mieście Pełczyce, w powiecie choszczeńskim w województwie zachodniopomorskim. 
Ratusz znajduje się przy Rynku Bursztynowym. Budowla została wzniesiona w latach 20. XX wieku. Swoją architekturą nawiązuje do dawnej, szachulcowej zabudowy miasta. Po zakończeniu II wojny światowej budynek był siedzibą milicji. W 1980 roku druga kondygnacja ratusza została połączona z drugą kondygnacją gmachu poczty. Budowla ma kształt dwóch stykających się ze sobą prostopadłościanów. Ratusz nakryty jest dachem dwuspadowym. Nad wejściem frontowym do budowli umieszczony jest herb Pełczyc, przedstawiający niedźwiedzia opartego o dąb. Budynek jest otoczony kamiennym cokołem. Dolna część ścian jest boniowana. Ratusz charakteryzuje się prostym gzymsem podokapowym.